# 中西ふみ子
中西 ふみ子（なかにし ふみこ、本名：宮崎 郁子、1949年〈昭和24年〉10月8日 - ）はラジオ大阪（OBC）出身のフリーアナウンサー。

## 来歴
大阪府池田市の出身、大阪女子大学（現在の大阪府立大学）卒業後に、アナウンサーとしてラジオ大阪（ラジオ大阪）へ入社。大学時代の1年先輩がアナウンサーになったことに刺激を受けて、自身もアナウンサーを志したという。
ラジオ大阪への入社後は、数々の人気番組に出演。出演番組では、浜村淳、笑福亭鶴瓶、オール阪神・巨人、上岡龍太郎など、関西の名だたるパーソナリティの相方（アシスタント）を務めた。なお、結婚するまでは、本名の「中西郁子」を放送上の名義に使用。2009年10月末の定年退職後も、現役のパーソナリティとして、同局の番組への出演を続けている。
趣味は俳句・旅行・能楽の鑑賞。学生時代には、観世流能楽部に所属していた。

## 出演番組

### 過去出演番組
- バンザイ歌謡曲 - 1970年代後半（1977年度以降）の月曜日に笑福亭鶴瓶、1980年度の木曜日にオール阪神・巨人と共演。[1]
- 歌って笑ってドンドコドン - 上岡龍太郎や横山ノックと共演[1]
- 浜村淳の何が何でも
- ホイ来た!出前リクエスト～七・五・三～
- 茜太郎のあ～ほんま
- ほっとイレブン[1]
- SANKEI EXPRESS NEWS
- 中西ふみ子の今日も元気に
- ふみ子・恵のうふふのふ
- 美肌ステーション（毎週土曜日8:15 - 8:30）
- 中西ふみ子のSUNSUNサンデー（毎週日曜日6:30 - 6:45）

以下の番組では、かんべむさしと共演。
- 阪神 サタデーインクローバー
- むさし・ふみ子の朝はミラクル!

など